# Pontogeneia calospora
Pontogeneia calospora är en svampart som först beskrevs av Narcisse Theophile Patouillard, och fick sitt nu gällande namn av Jan Kohlmeyer 1975. Pontogeneia calospora ingår i släktet Pontogeneia, divisionen sporsäcksvampar och riket svampar.   Inga underarter finns listade i Catalogue of Life.